# Charles Pears

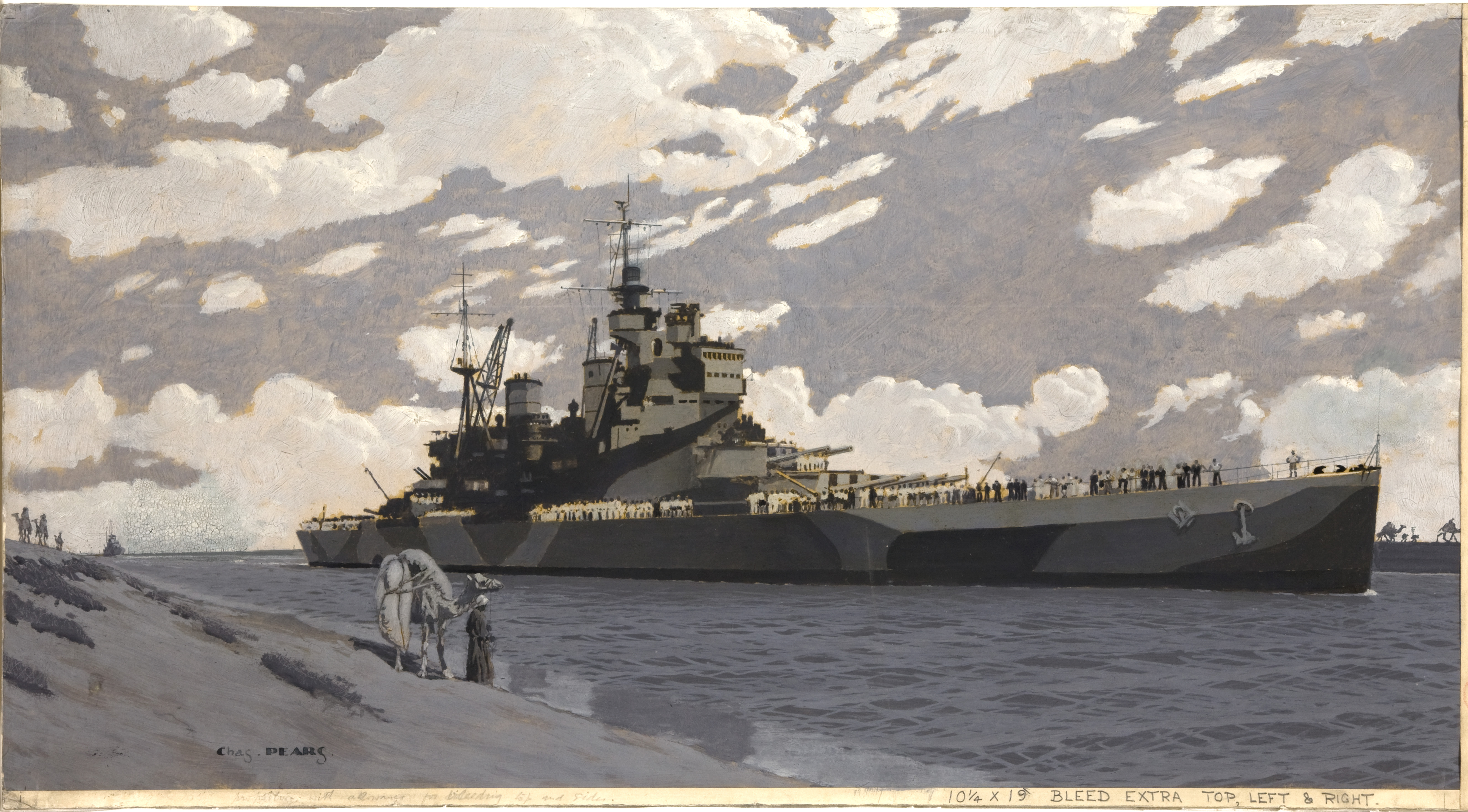
Charles Pears: Battleship in Suez Canal, HMS 'Howe', 1939–1946. The National Archives

Charles Pears (* 9. September 1873 in Pontefract, Yorkshire; † 28. Januar 1958 in Truro, Cornwall) war ein britischer Maler, Illustrator und Plakatkünstler, der vor allem für seine maritimen Darstellungen und seine Arbeit als offizieller Kriegskünstler in beiden Weltkriegen bekannt wurde.

## Leben
Charles Pears wurde in Pontefract, Yorkshire geboren und studierte in East Hardwick und am Pomfret College. Seine künstlerische Laufbahn begann er in den 1890er Jahren als Illustrator für Zeitschriften wie The Yellow Book, Punch, The Graphic und The Illustrated London News. Im Ersten Weltkrieg diente er als Offizier bei den Royal Marines und wurde später offizieller Kriegskünstler der Admiralität. Auch im Zweiten Weltkrieg war er offizieller Kriegskünstler und schuf Werke wie das Plakat MV San Demetrio gets home für die Post Office Savings Bank. Charles Pears war ein begeisterter Segler und veröffentlichte mehrere Bücher über Segeln und Küstenreisen. Er war der erste Präsident der Royal Society of Marine Artists, ein Amt, das er von 1939 bis zu seinem Tod 1958 innehatte. Seine letzten Lebensjahre verbrachte er in Saint Mawes, Cornwall, wo er 1958 starb.

## Werk
Charles Pears spezialisierte sich auf maritime Themen und war bekannt für seine präzisen und technisch detaillierten Darstellungen von Schiffen und Seestücken. Sein Stil zeichnet sich durch klare Linien und kräftige Farben aus, was besonders in seinen Plakatentwürfen für die London Underground, das Empire Marketing Board und verschiedene britische Eisenbahngesellschaften wie Southern Railway, London, Midland & Scottish Railway, London & North Eastern Railway und Great Western Railway zum Ausdruck kommt. Seine Arbeiten sind heute in bedeutenden Sammlungen wie dem Imperial War Museum, dem National Maritime Museum, dem National Railway Museum, dem London Transport Museum und der Tate Gallery vertreten.